# Werner & Mertz
Werner & Mertz GmbH est une moyenne entreprise familiale qui fabrique des produits de nettoyage et d'entretien et dont le siège central se trouve à Mayence, en Allemagne. Les origines de cette société remontent à la fabrique de cire des Frères Werner (« Gebrüder Werner ») fondée en 1867. Werner & Mertz commercialise du cirage pour chaussures sous la marque Erdal depuis 1901. C'est après la Seconde Guerre mondiale que la gamme de produits a été étendue aux nettoyants ménagers. La marque réalisant le chiffre d'affaires le plus élevé est Rainett (Frosch en Allemagne), une gamme de nettoyants ménagers écologiques qui existe depuis 1986. Werner & Mertz se positionne sur le marché, d'une part, par ses marques (outre Frosch, il s'agit d'Erdal, tana professional, green care professional, Rorax, Emsal et Bionicdry) et, d'autre part, par son action entrepreneuriale et sociale en tant qu'entreprise écologique et durable. Le propriétaire, Reinhard Schneider, a reçu en 2019 le Prix allemand de la protection de l'environnement pour son action en matière environnementale.

## Histoire

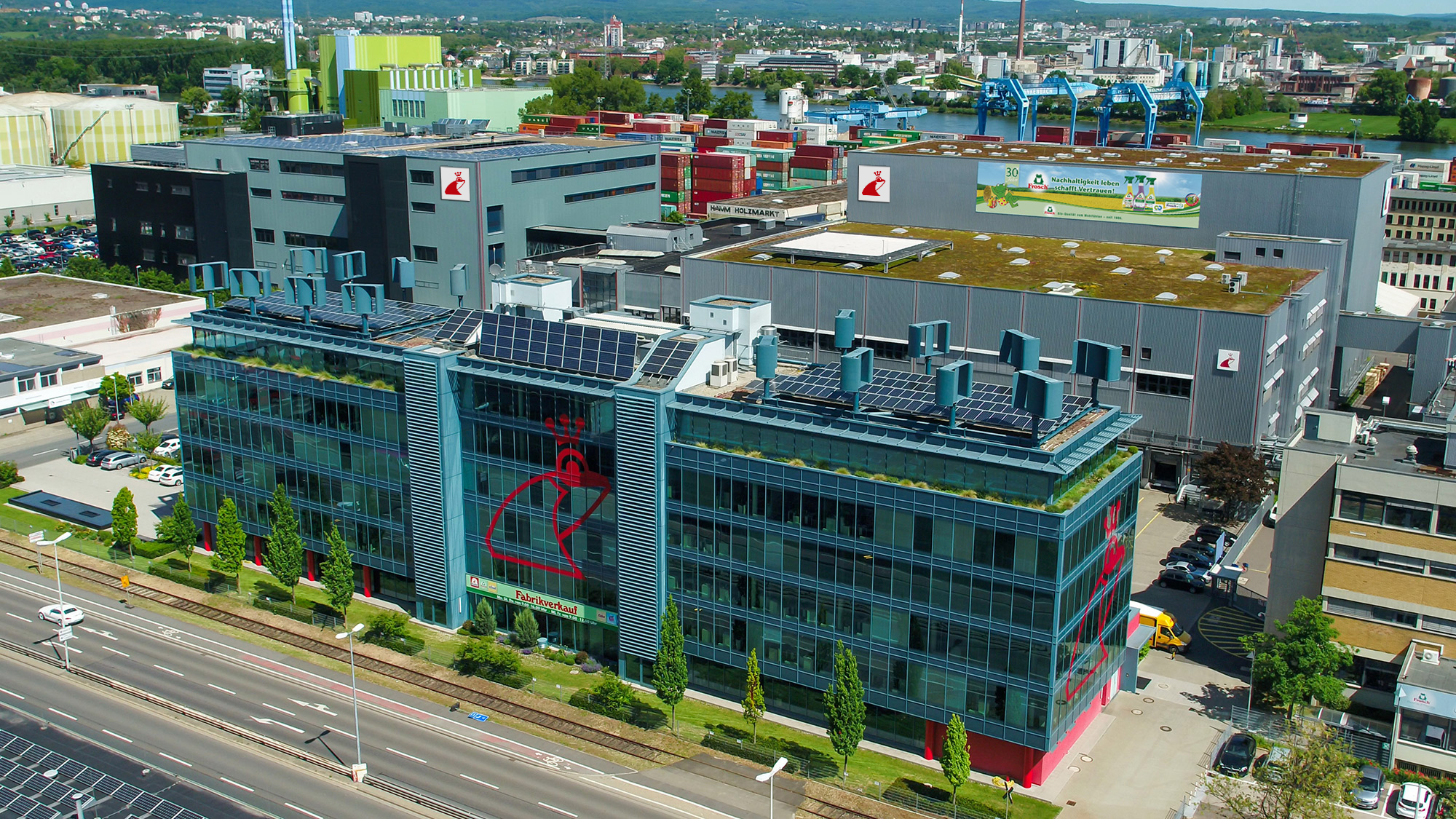
Vue aérienne du site de Werner & Mertz à Mayence (2020)

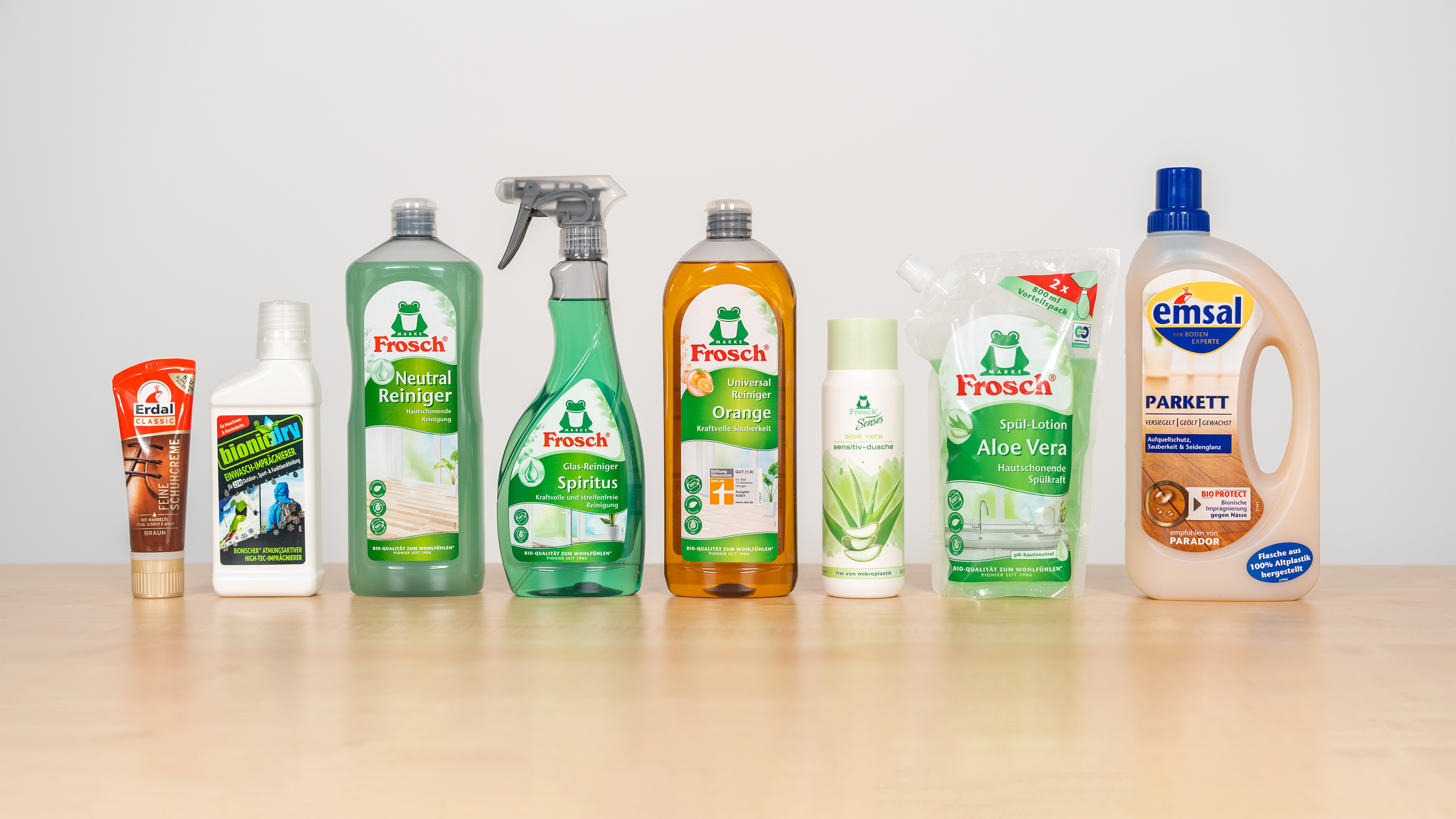
Une sélection exemplaire de différents produits Werner & Mertz.

### Fondation, sites et direction de la société
L'entreprise a été fondée en 1867 par les frères Friedrich Christoph Werner et Georg Werner, à Mayence, en tant que fabrique de cires sous le nom de « Gebrüder Werner » (Frères Werner). C'est en 1878, avec l'arrivée dans la société de Georg Mertz, que l'usine a été baptisée de son nom actuel « Werner & Mertz ». Mertz meurt en 1887 et c'est son beau-frère, Philipp Adam Schneider, qui reprend la direction de l'entreprise aux côtés des frères Werner. Jusqu'au jour d'aujourd'hui, elle est dirigée par sa descendance.
Après le décès de Philipp Adam Schneider le 10 août 1901, son fils Rudolf, alors âgé de dix-neuf ans, reprend les rênes de l'entreprise. Il la dirige avec son frère Hermann Schneider à partir de 1903.
En 1908, un grand incendie détruit plusieurs bâtiments d'usine et d'habitation dans la rue Erthal et c'est à l'automne que la société aménage dans les nouveaux locaux de l'usine sur l'île Ingelheimer Aue. À la suite d'un incendie qui se produit en 1917, l'usine est reconstruite et la production reprend l'été 1918 sur le même site. C'est à cette époque qu'est érigée la Tour à la grenouille, symbole toujours actuel de la marque Erdal à Mayence. En 1944, un grand bombardement des forces alliées détruit 80 pour cent des bâtiments de l'entreprise, mais la tour à la grenouille reste intacte. Le 3 mai 1946, Radio Francfort annonce que la production reprend dans l'« usine Erdal connue du monde entier ».
L'usine annexe située à Hallein, en Autriche, a commencé la production en 1954. La même année, Rudolf Schneider quittait la direction de l'entreprise. En 1962, Hermann Schneider confiait les rênes de l'entreprise à son fils Helmut. Le plus grand investissement jamais opéré dans l'histoire de la société a été, en 1996, la construction d'un centre logistique moderne doté d'un entrepôt à hauts rayonnages, fonctionnant de manière entièrement automatique, à Mayence. Helmut Schneider a eu trois enfants et c'est son fils Reinhard qui a finalement repris la direction de l'entreprise en l'an 2000, pour la cinquième génération. En septembre 2010, l'administration centrale investissait les murs d'bâtiment au bilan énergétique positif, dans la « Mainzer Rheinallee ». Et c'est en 2019 que fut inauguré le nouveau centre de production « L8 », à Mayence. Ayant coûté quelque trente millions d'euros, il s'agit, d'après les informations de l'entreprise, du plus grand investissement jamais opéré dans l'histoire de la société.

### Cirage chaussures «Erdal»
Sur la base de ses compétences en traitement de la cire, l'entreprise a mis au point en 1901 un cirage pour chaussures d'un nouveau type à base de cire : Les agents colorants et lustrants pour chaussures dont on disposait autrefois, composés de soufre, noir de carbone, sirop, mélasse et d'eau, avaient un effet plutôt destructeur sur le cuir, adhéraient moins bien aux chaussures et salissaient les vêtements. Pour la commercialisation de son cirage pour chaussures, Werner & Mertz s'est inspiré de l'adresse dans la rue « Erthalstraße » en le dénommant « Erdal », avant de lancer pour la première fois en 1903 la marque de fabrique du roi Grenouille.
Entre 1912 et 1939, l'entreprise est en constante croissance avec la production de nouveaux produits d'entretien pour chaussures, l'extension des secteurs distribution et logistique ainsi que des activités de publicité et de promotion des ventes. En 1921, Erdal était le produit d'entretien pour chaussures le plus vendu en Allemagne. On estime que l'entreprise comptait 1 200 employés à l'époque. En 1928, elle rachetait la société berlinoise Urban & Lemm qui fabriquait le prospère produit de nettoyage chaussures Urbin. En 1939, le personnel était passé à environ 1 800 personnes.

### Extension de la gamme de produits
Après la Seconde Guerre mondiale, surtout à partir des années 1950, Werner & Mertz a étendu sa gamme de produits aux détergents ménagers, entre autres pour la salle de bains et les tapis ou moquettes. C'est en 1971, avec la fondation de Tana Chemie GmbH, que s'est ajouté à la société un fournisseur de détergents pour grands consommateurs tels que les restaurants, hôpitaux, usines et bureaux.
En 1986, l'entreprise lance sur le marché les premiers nettoyants ménagers sans phosphate sous la marque « Frosch » (« Rainett » en France). Ce sont désormais environ quatre-vingt produits (au moins de juillet 2020) qui sont commercialisés sous cette marque verte.
Depuis 1996, les produits d'entretien pour chaussures de la gamme Erdal sont exempts de solvants, et les produits emsal contiennent depuis 2009 des composants à base naturelle. En 2008, le chiffre d'affaires annuel de l'entreprise s'élevait à 284 millions d'euros, en 2012 à 305 millions d'euros et en 2015 à 340 millions d'euros,.

## Positionnement et présentation de l'entreprise

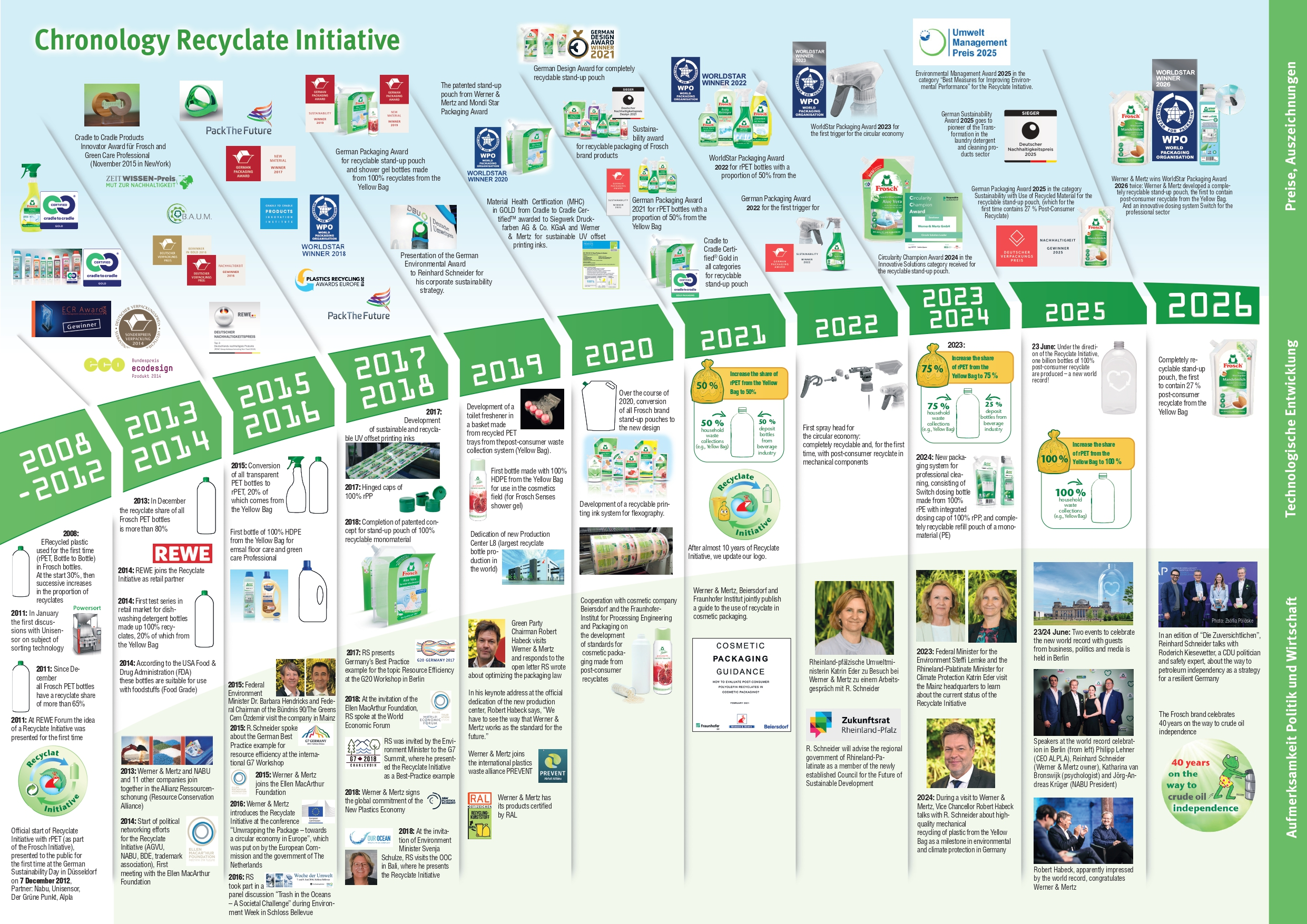
Chronologie de l'initiative produits recyclés de Werner & Mertz (auto-présentation de l'entreprise, au mois d'novembre 2023)

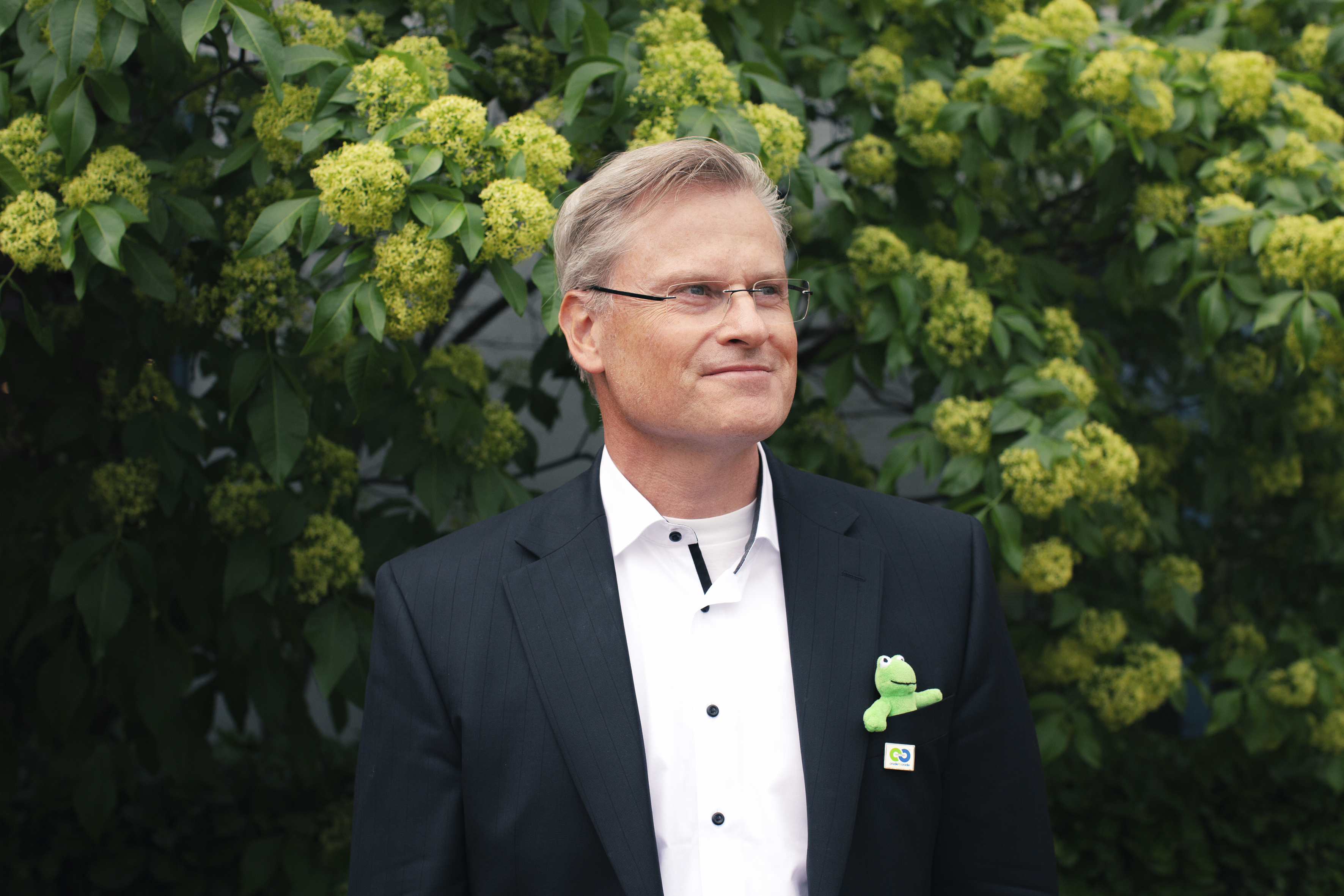
Reinhard Schneider (2020) avec la mascotte de la marque grenouille

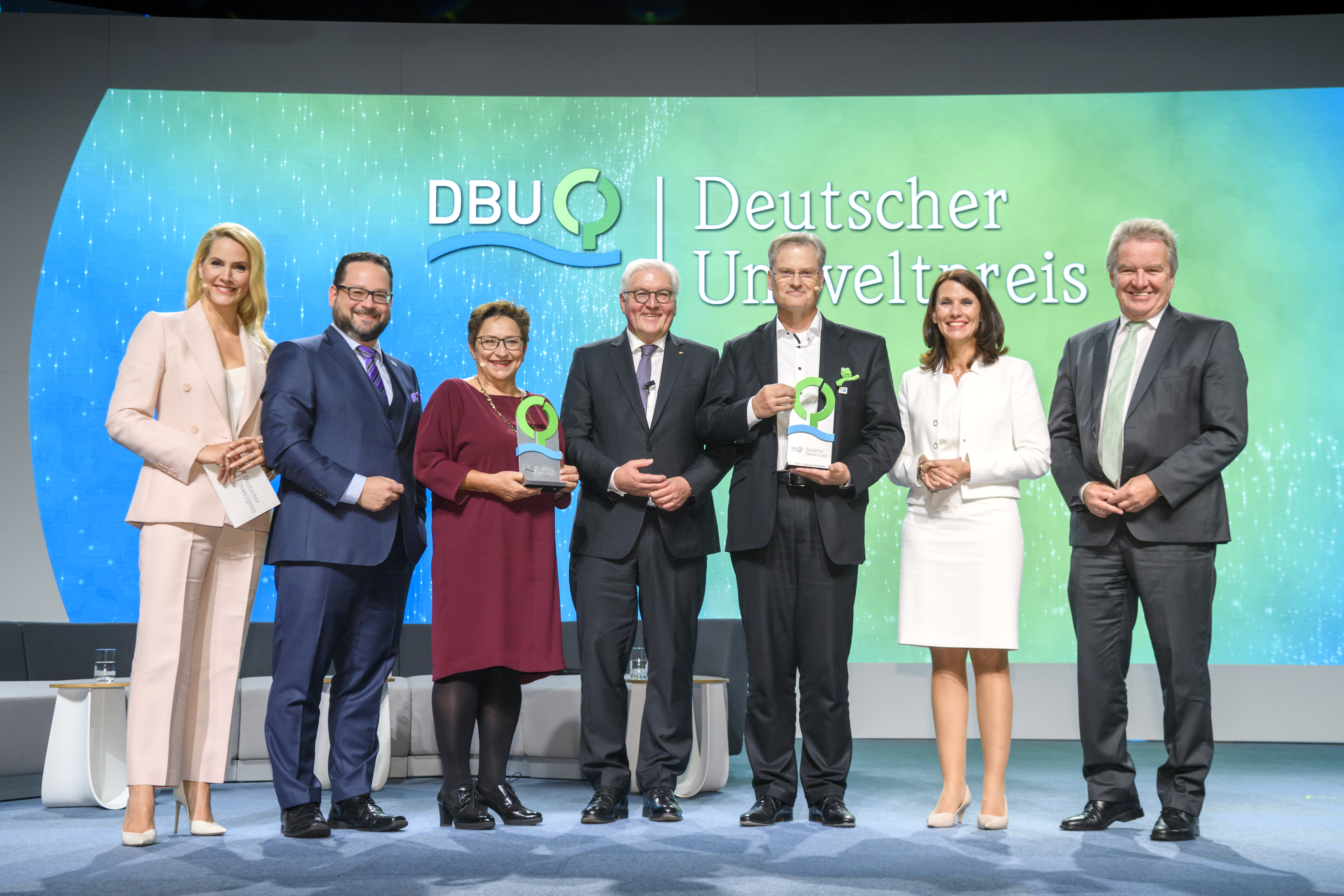
Prix allemand du développement durable 2019

Depuis le lancement de « Frosch », Werner & Mertz se positionne sur le marché en tant qu'entreprise écologique du secteur des détergents et renonce, comme décrit ci-dessus, à l'emploi de composants néfastes également dans d'autres produits. De même, la marque green care PROFESSIONAL, destinée aux professionnels, se définit en tant que solution alternative verte dans son secteur d'activité. Son propriétaire, Reinhard Schneider, en a accéléré le développement depuis sa prise de fonctions en l'an 2000. C'est sous sa direction qu'une gestion de l'environnement et de la durabilité a été mise en place. De plus, les sites de production sont certifiés depuis 2003 conformément à l'éco-audit Eco Management and Audit Scheme (EMAS) de l'Union européenne. Les nouveaux bâtiments de l'entreprise, accueillant entre autres l'administration centrale et le nouveau centre de production L8, ont été planifiés et construits dans le respect de critères écologiques et durables. La société regroupe les projets qu'elle mène en matière de durabilité sous le nom d' « Initiative Grenouille ».
Du plastique recyclé a été mis en œuvre dans la production en 2008 pour la première fois, mais l'année 2012 a marqué le lancement officiel de l'initiative produits recyclés. En compagnie d'autres partenaires, parmi lesquels compte le Point vert, cette initiative a pour but d'exploiter plus de matières plastiques provenant des ordures ménagères. Elle prône auprès du grand public et des milieux politiques l'instauration d'un plus grand quota de recyclage aux fins de protection du climat et des mers. Dans le cadre de l'initiative produits recyclés, l'entreprise se fait en outre conseiller par l'association de protection de la nature Naturschutzbund Deutschland. C'est ainsi que depuis 2010 les emballages sont composés à 80 % de plastique recyclé, issu au début surtout de bouteilles en plastique. Tous les flacons de détergents de la marque Frosch sont désormais fabriqués à 100 pour cent à partir de matières recyclables,. En 2019, Werner & Mertz commercialisait la première bouteille de gel de douche entièrement fabriquée à partir de plastique recyclé récupéré du tri des emballages Sac Jaune (Gelber Sack en allemand).
Le recyclage des matières plastiques est dans l'ensemble une activité de niche étant donné qu'il revient beaucoup plus cher que la fabrication de plastique neuf. En 2020, malgré les prix du pétrole en chute, Werner & Mertz a toutefois été l'une des rares entreprises à maintenir la mise en œuvre de plastique recyclé. Son directeur général, Reinhard Schneider, prône un plus grand engagement du secteur privé en faveur de la protection de l'environnement et du climat (par exemple dans l'hebdomadaire du monde des affaires Wirtschaftswoche) et diverses interviews (par ex. avec la chaîne de télévision allemande ZDF).

## Perception de l'entreprise par le grand public

### Image de marque et reconnaissance acquise
Dans la perception que le grand public a de l'entreprise c'est son profil écologique qui domine, surtout pour la marque de détergents Frosch (voir article principal Frosch (Marke)#Ökologische Ausrichtung (Marque Frosch#focalisation écologique)). L'ouvrage « Deutsche Standards – Marken des Jahrhunderts » (Normes allemandes – les marques du siècle), aux éditions Zeitverlag, considère que la marque Frosch est une « pionnière en durabilité » et la déclare donc comme l'exemple à suivre dans son secteur d'activités. Au fil de son histoire, l'entreprise a reçu divers prix pour son action et, depuis les années 2000, surtout des prix environnementaux. Ainsi, le nouveau bâtiment de l'administration centrale a d'abord été distingué par le prix environnemental du Land de Rhénanie-Palatinat, puis s'est vu remettre un certificat LEED du plus haut niveau (« platine ») récompensant les constructions durables. En 2019, le propriétaire de l'entreprise, Reinhard Schneider, a reçu le Prix allemand de l'environnement.

### Distinctions et certificats
- Le 23 octobre 1967: Pièce de monnaie commémorative de la ville de Mayence « pour la fidélité de l'entreprise au site de Mayence ».
- 1986: Prix de protection environnementale de la ville de Hallein remis à l'usine annexe en Autriche.
- 1991: Remise des Armoiries de l'État autrichien à l'usine annexe implantée en Autriche et reconnaissance de l'importance de l'entreprise pour la région de Salzbourg et la ville de Hallein.
- 2002: Werner & Mertz instaure le système de management environnemental conforme à la norme DIN EN ISO 14.001 et obtient la certification EMAS 2[20].
- 2010: Prix environnemental du Land de Rhénanie-Palatinat[21].
- 2012: LEED platine pour le bâtiment de l'administration centrale sur la Rheinallee[22],[23],[24]
- 2014: ECR Award pour l'initiative produits recyclés[25],[26]
- 2014: Prix de l'emballage pour l'initiative produits recyclés de l'entreprise
- 2014: Prix fédéral allemand Ecodesign pour l'initiative produits recyclés[27],[28]
- 2014: Distinction Employeurs exemplaires de Rhénanie-Palatinat[29],[30]
- 2019: Prix allemand de l'environnement pour le propriétaire de l'entreprise Reinhard Schneider
- 2023: World Star Packaging Award 2023[31]
- 2024: Circularity Champion Award[32]

### Responsabilité pénale du fait des produits: aérosol pour cuir 1980 – 1988
En 1988, la société et ses directeurs ont été assignés devant la justice allemande pour blessures involontaires et risque sanitaire mortel. Certains managers de l'entreprise ont été accusés, malgré le fait qu'ils connaissaient les risques sanitaires, de n'avoir ni retiré à temps du marché, ni d'avoir apposé assez rapidement des avertissements sur un aérosol pour cuir fabriqué par Werner & Mertz et distribué depuis 1980 par des filiales (Erdal Rex GmbH, Solitär GmbH). Dans le pourvoi en cassation du jugement par-devant la cour fédérale de justice BGH, l'obligation de réparer et la responsabilité délictuelle ont été confirmées.

## Liens web
- Werner Mertz GmbH
  - Marque Erdal
  - Marque Emsal
  - Marque Frosch

- Initiative Frosch